# Haliclona gellindra
Haliclona gellindra är en svampdjursart som först beskrevs av de Laubenfels 1932.  Haliclona gellindra ingår i släktet Haliclona och familjen Chalinidae.
Artens utbredningsområde är Kalifornien. Inga underarter finns listade i Catalogue of Life.